# آلفافارا
آلفافارا (به اسپانیایی: Alfafara) دهستانی در استان آلیکانتهٔ اسپانیا است.
در این دهستان ۴۱۳ نفر زندگی می‌کنند. مساحت این دهستان ۱۹٫۸۴ کیلومتر مربع است.